# هافانا (فلوريدا)
هافانا (بالإنجليزية: Havana)‏ هي مدينة أمريكية تقع في ولاية فلوريدا. تبلغ مساحة هذه المدينة 4.8 (كم²)،ويبلغ عدد سكانها 1713 نسمة حسب إحصاء سنة 2010 م 1713.تشير إحصاءات سنة 2000م بأن الكثافة السكانية في هذه المدينة تقدر بـ(356.9) نسمة/كم2 

## أعلام
- لورينزو سميث